# Lorenzo Zurzolo
Lorenzo Zurzolo (Roma, Lacio, Italia; 21 de marzo de 2000) es un actor italiano, conocido por actuar en producciones como la nominada al Premio Oscar, EO.

## Trayectoria
Desde temprana edad, Lorenzo, participó en numerosas audiciones. A la edad de siete años apareció en un anuncio publicitario con el ahora exfutbolista Francesco Totti. A los ocho años hizo su debut en televisión con la serie Amiche mie y en Don Matteo.
En 2012 debutó en el cine, en la película dirigida por Paolo Genovese, Una famiglia perfetta. Posteriormente, protagonizó numerosas series de televisión, entre ellas Este es mi país  y Una bala en el corazón. De 2018 a 2020 interpretó a Niccolò en la serie de televisión Baby, distribuida por Netflix. En el mismo período actuó en las películas Sconnessi, Compromessi sposi y Weekend. Después de terminar el bachillerato, se matriculó en una escuela de teatro.
En 2020 interpretó a Vincenzo en la película Bajo el sol de Riccione. En 2021 interpreta al protagonista, Lodo, en la película Morrison, dirigida por Federico Zampaglione. Además, interpretó a Vito en la película EO de Jerzy Skolimowski, película que ganó el Premio del Jurado del Festival de Cine de Cannes de 2022 y también fue nominada al Oscar a la mejor película extranjera. En 2022 volvió a interpretar a Vincenzo en la película Bajo el sol de Riccione y a Daniele en la serie de televisión Prisma, distribuida por Prime Video.

## Filmografía

### Cine
- Young Europe, dirigida por Matteo Vicino (2012)
- Una famiglia perfetta, dirigida por Paolo Genovese (2012)
- Outing - Fidanzati per sbaglio, dirigida por Matteo Vicino (2013)
- Sconnessi, dirigida por Christian Marazziti (2018)
- Compromessi sposi, dirigida por Francesco Miccichè (2019)
- Bajo el sol de Riccione, dirigida por YouNuts! (2020)
- Weekend, dirigida por Riccardo Grandi (2020)
- Morrison , dirigida por Federico Zampaglione (2021)
- EO, dirigida por Jerzy Skolimowski (2022)
- Sotto il sole di Amalfi, dirigida por Martina Pastori (2022)

### Televisión
- Don Matteo - Serie de TV, episodio 6x15 (2008)
- Amiche mie - Serie de TV (2008)
- I liceali - Serie de TV, episodio 2x01 (2009)
- Ho sposato uno sbirr o - Serie de TV, episodio 2x10 (2010)
- A un paso del cielo - Serie de TV, 2x02 (2012)
- Questo è il mio paese - Serie de TV, 6 episodios (2015)
- Una pallottola nel cuore - Serie de TV, 6 episodios (2018)
- Baby - Serie de TV, 18 episodios (2018-2020)
- Prisma - Serie de TV, 16 episodios (2022)
- La Storia - Serie de TV (2023)
- M. il figlio del secolo - Serie de TV, 8 episodios (2025)

## Reconocimientos
- Nastro d'argento - Cinta de Plata
  - 2021 - Premio Persol al personaje del año[2][3]

- Festival Internacional de Cine de Venecia
  - 2021 – Premio Kineo al Mejor Actor por Morrison [4][5][6]

- Festival de Cine de Giffoni
  - 2020 - Premio Talento Explosivo[7]

- Festival de Cine de Reggio Calabria
  - 2018 - Premio Leopoldo Trieste por Sconnessi

- Premios Magna Grecia
  - 2020 - Reconocimiento a Jóvenes Actores Emergentes

- Festival de Cine de Maratea
  - 2020 - Premio a los talentos emergentes